# Élections législatives de 2017 dans la Côte-d'Or
Les élections législatives françaises de 2017 se sont déroulées les 11 et 18 juin 2017. Dans le département de la Côte-d'Or, cinq députés étaient à élire dans le cadre de cinq circonscriptions.

## Élus
| Circonscription | Député sortant           | Parti   | Parti   | Député élu ou réélu | Parti | Parti |
| --- | ------------------------ | ------- | ------- | ------------------- | ----- | ----- |
| 1re | Laurent Grandguillaume** |         | PS      | Didier Martin       |       | LREM  |
| 2e | Rémi Delatte             |         | LR      | Rémi Delatte        |       | LR    |
| 3e | Kheira Bouziane-Laroussi |         | PS      | Fadila Khattabi     |       | LREM  |
| 4e | Vacant*                  | Vacant* | Vacant* | Yolaine de Courson  |       | LREM  |
| 5e | Alain Suguenot**         |         | LR      | Didier Paris        |       | LREM  |
| * depuis la démission de François Sauvadet en juillet 2016, pour cause de cumul **député sortant ne se représentant pas en 2017 |                          |         |         |                     |       |       |

## Rappel des résultats départementaux des élections de 2012
| Parti                 | Parti                                     | Premier tour | Premier tour | Second tour | Second tour | Sièges |  |
| Parti                 | Parti                                     | Voix         | %            | Voix        | %           | Sièges |  |
| --------------------- | ----------------------------------------- | ------------ | ------------ | ----------- | ----------- | ------ |  |
|                       | Union pour un mouvement populaire         | 62 655       | 29,07        | 83 958      | 40,41       | 2      |  |
|                       | Nouveau centre                            | 19 182       | 8,90         | 22 900      | 11,02       | 1      |  |
|                       | Parti radical                             | 1 481        | 0,69         |             |             | 0      |  |
|                       | Divers droite (dont DLR, MPF et PCD)      | 1 193        | 0,55         | 0           |             |        |  |
|                       | Droite parlementaire                      | 84 511       | 39,21        | 106 858     | 51,43       | 3      |  |
|                       |                                           |              |              |             |             |        |  |
|                       | Parti socialiste                          | 61 492       | 28,53        | 80 651      | 33,82       | 2      |  |
|                       | Parti radical de gauche                   | 15 382       | 7,14         | 20 273      | 9,76        | 0      |  |
|                       | Europe Écologie Les Verts                 | 5 109        | 2,37         |             |             | 0      |  |
|                       | Majorité présidentielle                   | 81 983       | 38,04        | 100 924     | 48,57       | 2      |  |
|                       |                                           |              |              |             |             |        |  |
|                       | Front national                            | 29 634       | 13,75        |             |             | 0      |  |
|                       | Front de gauche                           | 10 271       | 4,77         | 0           |             |        |  |
|                       | Mouvement démocrate                       | 4 060        | 1,88         | 0           |             |        |  |
|                       | Divers écologiste dont MÉI , AÉI et Cap21 | 2 561        | 1,19         | 0           |             |        |  |
|                       | Extrême gauche dont LO et NPA             | 1 854        | 0,86         | 0           |             |        |  |
|                       | Divers                                    | 668          | 0,31         | 0           |             |        |  |
|                       |                                           |              |              |             |             |        |  |
| Inscrits              | Inscrits                                  | 354 697      | 100,00       | 355 009     | 100,00      | 5      |  |
| Abstentions           | Abstentions                               | 136 333      | 38,44        | 141 225     | 39,78       |        |  |
| Votants               | Votants                                   | 218 364      | 61,56        | 213 784     | 60,22       |        |  |
| Blancs et nuls        | Blancs et nuls                            | 2 822        | 1,29         | 6 002       | 2,81        |        |  |
| Exprimés              | Exprimés                                  | 215 542      | 98,71        | 207 782     | 97,19       |        |  |
| Source : Data.gouv.fr |                                           |              |              |             |             |        |  |

## Résultats

### Résultats à l'échelle du département
|                                               |                              |                           |                           |                          |                          |
|                                               |                              | Premier tour 11 juin 2017 | Premier tour 11 juin 2017 | Second tour 18 juin 2017 | Second tour 18 juin 2017 |
|                                               |                              |                           |                           |                          |                          |
|                                               |                              | Nombre                    | % des inscrits            | Nombre                   | % des inscrits           |
| Inscrits                                      | Inscrits                     | 360 855                   | 100,00                    | 360 818                  | 100,00                   |
| Abstentions                                   | Abstentions                  | 173 177                   | 47,99                     | 198 332                  | 54,97                    |
| Votants                                       | Votants                      | 187 678                   | 52,01                     | 162 486                  | 45,03                    |
|                                               |                              |                           | % des votants             |                          | % des votants            |
| Bulletins blancs                              | Bulletins blancs             | 2 623                     | 1,40                      | 14 061                   | 8,65                     |
| Bulletins nuls                                | Bulletins nuls               | 925                       | 0,49                      | 4 732                    | 2,91                     |
| Suffrages exprimés                            | Suffrages exprimés           | 184 130                   | 98,11                     | 143 693                  | 88,44                    |
|                                               |                              |                           |                           |                          |                          |
| Étiquette politique                           | Étiquette politique          | Voix                      | % des exprimés            | Voix                     | % des exprimés           |
|                                               |                              |                           |                           |                          |                          |
|                                               | La République en marche      | 60 502                    | 32,86                     | 78 077                   | 54,34                    |
|                                               | Les Républicains             | 34 863                    | 18,93                     | 43 361                   | 30,18                    |
|                                               | Front national               | 26 170                    | 14,21                     | 9 320                    | 6,49                     |
|                                               | La France insoumise          | 19 436                    | 10,56                     |                          |                          |
|                                               | Divers droite                | 12 306                    | 6,68                      | 12 935                   | 9,00                     |
|                                               | Parti socialiste             | 9 087                     | 4,94                      |                          |                          |
|                                               | Europe Écologie Les Verts    | 5 267                     | 2,86                      |                          |                          |
|                                               | Divers gauche                | 3 622                     | 1,97                      |                          |                          |
|                                               | Écologiste                   | 3 111                     | 1,69                      |                          |                          |
|                                               | Parti radical de gauche      | 3 016                     | 1,64                      |                          |                          |
|                                               | Parti communiste français    | 2 759                     | 1,50                      |                          |                          |
|                                               | Extrême gauche               | 1 334                     | 0,72                      |                          |                          |
|                                               | Union populaire républicaine | 1 275                     | 0,69                      |                          |                          |
|                                               | Parti animaliste             | 530                       | 0,29                      |                          |                          |
|                                               | Debout la France             | 440                       | 0,24                      |                          |                          |
|                                               | Divers                       | 412                       | 0,22                      |                          |                          |
| Source : Ministère de l'Intérieur - Côte-d'Or |                              |                           |                           |                          |                          |

### Résultats par circonscription

#### Première circonscription
Député sortant : Laurent Grandguillaume (Parti socialiste).
|                                                                              |                                                                       |                           |                           |                          |                          |
|                                                                              |                                                                       | Premier tour 11 juin 2017 | Premier tour 11 juin 2017 | Second tour 18 juin 2017 | Second tour 18 juin 2017 |
|                                                                              |                                                                       |                           |                           |                          |                          |
|                                                                              |                                                                       | Nombre                    | % des inscrits            | Nombre                   | % des inscrits           |
| Inscrits                                                                     | Inscrits                                                              | 68 469                    | 100,00                    | 68 463                   | 100,00                   |
| Abstentions                                                                  | Abstentions                                                           | 30 574                    | 44,65                     | 36 511                   | 53,33                    |
| Votants                                                                      | Votants                                                               | 37 895                    | 55,35                     | 31 952                   | 46,67                    |
|                                                                              |                                                                       |                           | % des votants             |                          | % des votants            |
| Bulletins blancs                                                             | Bulletins blancs                                                      | 412                       | 1,09                      | 2 871                    | 8,99                     |
| Bulletins nuls                                                               | Bulletins nuls                                                        | 145                       | 0,38                      | 877                      | 2,74                     |
| Suffrages exprimés                                                           | Suffrages exprimés                                                    | 37 338                    | 98,53                     | 28 204                   | 88,27                    |
|                                                                              |                                                                       |                           |                           |                          |                          |
| Candidat Étiquette politique (partis et alliances)                           | Candidat Étiquette politique (partis et alliances)                    | Voix                      | % des exprimés            | Voix                     | % des exprimés           |
|                                                                              |                                                                       |                           |                           |                          |                          |
|                                                                              | Didier Martin La République en marche                                 | 13 446                    | 36,01                     | 15 269                   | 54,14                    |
|                                                                              | François-Xavier Dugourd Divers droite (Les Républicains diss.)        | 4 863                     | 13,02                     | 12 935                   | 45,86                    |
|                                                                              | Anne Erschens Les Républicains (Union des démocrates et indépendants) | 4 084                     | 10,94                     |                          |                          |
|                                                                              | Arnaud Guvenatam La France insoumise                                  | 3 991                     | 10,69                     |                          |                          |
|                                                                              | Isabelle Delyon Front national                                        | 3 539                     | 9,48                      |                          |                          |
|                                                                              | Sladana Zivkovic Parti socialiste                                     | 3 129                     | 8,38                      |                          |                          |
|                                                                              | Olivier Muller Europe Écologie Les Verts                              | 1 540                     | 4,12                      |                          |                          |
|                                                                              | Ghislaine Fallet Parti animaliste                                     | 530                       | 1,42                      |                          |                          |
|                                                                              | Marie Poinsel Parti communiste français                               | 530                       | 1,42                      |                          |                          |
|                                                                              | Christiane Estève Écologiste (Mouvement 100 %)                        | 490                       | 1,31                      |                          |                          |
|                                                                              | Massar N'diaye Divers gauche                                          | 466                       | 1,25                      |                          |                          |
|                                                                              | Patrick Delezenne Union populaire républicaine                        | 217                       | 0,58                      |                          |                          |
|                                                                              | Christian Marchet Lutte ouvrière                                      | 181                       | 0,48                      |                          |                          |
|                                                                              | Fatima Arji Debout la France                                          | 122                       | 0,33                      |                          |                          |
|                                                                              | Domitille de Bronac Divers droite                                     | 78                        | 0,21                      |                          |                          |
|                                                                              | Delhia Havot Divers gauche                                            | 78                        | 0,21                      |                          |                          |
|                                                                              | Yasmin Kaya Divers (Parti égalité et justice)                         | 54                        | 0,14                      |                          |                          |
| Source : Ministère de l'Intérieur - Première circonscription de la Côte-d'Or |                                                                       |                           |                           |                          |                          |

#### Deuxième circonscription
Député sortant : Rémi Delatte (Les Républicains).
|                                                                              |                                                                                       |                           |                           |                          |                          |
|                                                                              |                                                                                       | Premier tour 11 juin 2017 | Premier tour 11 juin 2017 | Second tour 18 juin 2017 | Second tour 18 juin 2017 |
|                                                                              |                                                                                       |                           |                           |                          |                          |
|                                                                              |                                                                                       | Nombre                    | % des inscrits            | Nombre                   | % des inscrits           |
| Inscrits                                                                     | Inscrits                                                                              | 68 771                    | 100,00                    | 68 771                   | 100,00                   |
| Abstentions                                                                  | Abstentions                                                                           | 33 353                    | 48,50                     | 38 326                   | 55,73                    |
| Votants                                                                      | Votants                                                                               | 35 418                    | 51,50                     | 30 445                   | 44,27                    |
|                                                                              |                                                                                       |                           | % des votants             |                          | % des votants            |
| Bulletins blancs                                                             | Bulletins blancs                                                                      | 440                       | 1,24                      | 2 327                    | 7,64                     |
| Bulletins nuls                                                               | Bulletins nuls                                                                        | 162                       | 0,46                      | 748                      | 2,46                     |
| Suffrages exprimés                                                           | Suffrages exprimés                                                                    | 34 816                    | 98,30                     | 27 370                   | 89,90                    |
|                                                                              |                                                                                       |                           |                           |                          |                          |
| Candidat Étiquette politique (partis et alliances)                           | Candidat Étiquette politique (partis et alliances)                                    | Voix                      | % des exprimés            | Voix                     | % des exprimés           |
|                                                                              |                                                                                       |                           |                           |                          |                          |
|                                                                              | François Deseille La République en marche                                             | 11 341                    | 32,57                     | 13 018                   | 47,56                    |
|                                                                              | Rémi Delatte (député sortant) Les Républicains (Union des démocrates et indépendants) | 8 959                     | 25,73                     | 14 352                   | 52,44                    |
|                                                                              | Franck Gaillard Front national                                                        | 4 654                     | 13,37                     |                          |                          |
|                                                                              | Patricia Marc La France insoumise                                                     | 3 743                     | 10,75                     |                          |                          |
|                                                                              | Pierre Pribetich Parti socialiste                                                     | 1 995                     | 5,73                      |                          |                          |
|                                                                              | Catherine Hervieu Europe Écologie Les Verts                                           | 1 518                     | 4,36                      |                          |                          |
|                                                                              | Éric Copie Divers droite                                                              | 849                       | 2,44                      |                          |                          |
|                                                                              | Tata Ouarag Parti communiste français                                                 | 647                       | 1,86                      |                          |                          |
|                                                                              | Christine Grandjean Écologiste (Mouvement 100 %)                                      | 449                       | 1,29                      |                          |                          |
|                                                                              | Delphine Brayard Union populaire républicaine                                         | 234                       | 0,67                      |                          |                          |
|                                                                              | Claire Rocher Lutte ouvrière                                                          | 232                       | 0,67                      |                          |                          |
|                                                                              | Fabrice Gruet Debout la France                                                        | 195                       | 0,56                      |                          |                          |
| Source : Ministère de l'Intérieur - Deuxième circonscription de la Côte-d'Or |                                                                                       |                           |                           |                          |                          |

#### Troisième circonscription
Député sortant : Kheira Bouziane-Laroussi (Parti socialiste).
|                                                                               |                                                                                    |                           |                           |                          |                          |
|                                                                               |                                                                                    | Premier tour 11 juin 2017 | Premier tour 11 juin 2017 | Second tour 18 juin 2017 | Second tour 18 juin 2017 |
|                                                                               |                                                                                    |                           |                           |                          |                          |
|                                                                               |                                                                                    | Nombre                    | % des inscrits            | Nombre                   | % des inscrits           |
| Inscrits                                                                      | Inscrits                                                                           | 70 441                    | 100,00                    | 70 441                   | 100,00                   |
| Abstentions                                                                   | Abstentions                                                                        | 36 125                    | 51,28                     | 40 041                   | 56,84                    |
| Votants                                                                       | Votants                                                                            | 34 316                    | 48,72                     | 30 400                   | 43,16                    |
|                                                                               |                                                                                    |                           | % des votants             |                          | % des votants            |
| Bulletins blancs                                                              | Bulletins blancs                                                                   | 533                       | 1,55                      | 2 726                    | 8,97                     |
| Bulletins nuls                                                                | Bulletins nuls                                                                     | 150                       | 0,44                      | 800                      | 2,63                     |
| Suffrages exprimés                                                            | Suffrages exprimés                                                                 | 33 633                    | 98,01                     | 26 874                   | 88,40                    |
|                                                                               |                                                                                    |                           |                           |                          |                          |
| Candidat Étiquette politique (partis et alliances)                            | Candidat Étiquette politique (partis et alliances)                                 | Voix                      | % des exprimés            | Voix                     | % des exprimés           |
|                                                                               |                                                                                    |                           |                           |                          |                          |
|                                                                               | Fadila Khattabi La République en marche                                            | 10 766                    | 32,01                     | 17 554                   | 65,32                    |
|                                                                               | Jean-François Bathelier Front national                                             | 5 795                     | 17,23                     | 9 320                    | 34,68                    |
|                                                                               | Pascale Caravel Les Républicains (Union des démocrates et indépendants)            | 4 936                     | 14,68                     |                          |                          |
|                                                                               | Boris Obama La France insoumise                                                    | 4 238                     | 12,60                     |                          |                          |
|                                                                               | Kheira Bouziane-Laroussi (députée sortante) Divers gauche (Parti socialiste diss.) | 3 032                     | 9,01                      |                          |                          |
|                                                                               | Anne Dillenseger-Sebti Parti socialiste                                            | 2 016                     | 5,99                      |                          |                          |
|                                                                               | Michel Procureur Europe Écologie Les Verts                                         | 1 088                     | 3,23                      |                          |                          |
|                                                                               | Isabelle de Almeida Parti communiste français                                      | 571                       | 1,70                      |                          |                          |
|                                                                               | Dominique Mauri Écologiste (Mouvement 100 %)                                       | 415                       | 1,23                      |                          |                          |
|                                                                               | Christine Schenk Union populaire républicaine                                      | 268                       | 0,80                      |                          |                          |
|                                                                               | Stéphane Pournin Lutte ouvrière                                                    | 260                       | 0,77                      |                          |                          |
|                                                                               | Dominique Gros Extrême gauche (Parti ouvrier indépendant démocratique)             | 124                       | 0,37                      |                          |                          |
|                                                                               | Yilmaz Çelik Divers (Parti égalité et justice)                                     | 87                        | 0,26                      |                          |                          |
|                                                                               | Khaled Ben Letaïef Divers                                                          | 37                        | 0,11                      |                          |                          |
|                                                                               | Lucas Maitrot Divers gauche (Nouveau Souffle)                                      | 0                         | 0,00                      |                          |                          |
| Source : Ministère de l'Intérieur - Troisième circonscription de la Côte-d'Or |                                                                                    |                           |                           |                          |                          |

#### Quatrième circonscription
Député sortant : siège vacant.
|                                                                               |                                                                          |                           |                           |                          |                          |
|                                                                               |                                                                          | Premier tour 11 juin 2017 | Premier tour 11 juin 2017 | Second tour 18 juin 2017 | Second tour 18 juin 2017 |
|                                                                               |                                                                          |                           |                           |                          |                          |
|                                                                               |                                                                          | Nombre                    | % des inscrits            | Nombre                   | % des inscrits           |
| Inscrits                                                                      | Inscrits                                                                 | 68 732                    | 100,00                    | 68 710                   | 100,00                   |
| Abstentions                                                                   | Abstentions                                                              | 31 087                    | 45,23                     | 35 999                   | 52,39                    |
| Votants                                                                       | Votants                                                                  | 37 645                    | 54,77                     | 32 711                   | 47,61                    |
|                                                                               |                                                                          |                           | % des votants             |                          | % des votants            |
| Bulletins blancs                                                              | Bulletins blancs                                                         | 605                       | 1,61                      | 3 291                    | 10,06                    |
| Bulletins nuls                                                                | Bulletins nuls                                                           | 228                       | 0,61                      | 1 315                    | 4,02                     |
| Suffrages exprimés                                                            | Suffrages exprimés                                                       | 36 812                    | 97,79                     | 28 105                   | 85,92                    |
|                                                                               |                                                                          |                           |                           |                          |                          |
| Candidat Étiquette politique (partis et alliances)                            | Candidat Étiquette politique (partis et alliances)                       | Voix                      | % des exprimés            | Voix                     | % des exprimés           |
|                                                                               |                                                                          |                           |                           |                          |                          |
|                                                                               | Yolaine de Courson La République en marche                               | 9 521                     | 25,86                     | 14 415                   | 51,29                    |
|                                                                               | Charles Barrière Les Républicains (Union des démocrates et indépendants) | 6 548                     | 17,79                     | 13 690                   | 48,71                    |
|                                                                               | Hubert Brigand Divers droite (Les Républicains diss.)                    | 6 516                     | 17,70                     |                          |                          |
|                                                                               | Sylvie Beaulieu Front national                                           | 5 062                     | 13,75                     |                          |                          |
|                                                                               | Stéphane Guinot La France insoumise                                      | 3 423                     | 9,30                      |                          |                          |
|                                                                               | Patrick Molinoz Parti radical de gauche                                  | 3 016                     | 8,19                      |                          |                          |
|                                                                               | Jean Baloutch Écologiste                                                 | 914                       | 2,48                      |                          |                          |
|                                                                               | Danielle Gutierrez Parti communiste français                             | 515                       | 1,40                      |                          |                          |
|                                                                               | Didier Coulichet Écologiste (Mouvement 100 %)                            | 412                       | 1,12                      |                          |                          |
|                                                                               | Michel Denizot Lutte ouvrière                                            | 282                       | 0,77                      |                          |                          |
|                                                                               | Killian Gorin Divers (Parti du vote blanc)                               | 234                       | 0,64                      |                          |                          |
|                                                                               | Sandra Wagner Union populaire républicaine                               | 200                       | 0,54                      |                          |                          |
|                                                                               | Sébastien Rousset Debout la France                                       | 123                       | 0,33                      |                          |                          |
|                                                                               | Élie Tarterat Divers gauche                                              | 46                        | 0,12                      |                          |                          |
| Source : Ministère de l'Intérieur - Quatrième circonscription de la Côte-d'Or |                                                                          |                           |                           |                          |                          |

#### Cinquième circonscription
Député sortant : Alain Suguenot (Les Républicains).
|                                                                               |                                                    |                           |                           |                          |                          |
|                                                                               |                                                    | Premier tour 11 juin 2017 | Premier tour 11 juin 2017 | Second tour 18 juin 2017 | Second tour 18 juin 2017 |
|                                                                               |                                                    |                           |                           |                          |                          |
|                                                                               |                                                    | Nombre                    | % des inscrits            | Nombre                   | % des inscrits           |
| Inscrits                                                                      | Inscrits                                           | 84 442                    | 100,00                    | 84 433                   | 100,00                   |
| Abstentions                                                                   | Abstentions                                        | 42 038                    | 49,78                     | 47 455                   | 56,20                    |
| Votants                                                                       | Votants                                            | 42 404                    | 50,22                     | 36 978                   | 43,80                    |
|                                                                               |                                                    |                           | % des votants             |                          | % des votants            |
| Bulletins blancs                                                              | Bulletins blancs                                   | 633                       | 1,49                      | 2 846                    | 7,70                     |
| Bulletins nuls                                                                | Bulletins nuls                                     | 240                       | 0,57                      | 992                      | 2,68                     |
| Suffrages exprimés                                                            | Suffrages exprimés                                 | 41 531                    | 97,94                     | 33 140                   | 89,62                    |
|                                                                               |                                                    |                           |                           |                          |                          |
| Candidat Étiquette politique (partis et alliances)                            | Candidat Étiquette politique (partis et alliances) | Voix                      | % des exprimés            | Voix                     | % des exprimés           |
|                                                                               |                                                    |                           |                           |                          |                          |
|                                                                               | Didier Paris La République en marche               | 15 428                    | 37,15                     | 17 821                   | 53,77                    |
|                                                                               | Hubert Poullot Les Républicains                    | 10 336                    | 24,89                     | 15 319                   | 46,23                    |
|                                                                               | René Lioret Front national                         | 7 120                     | 17,14                     |                          |                          |
|                                                                               | Élisabeth Kremer La France insoumise               | 4 041                     | 9,73                      |                          |                          |
|                                                                               | Jérôme Flache Parti socialiste                     | 1 947                     | 4,69                      |                          |                          |
|                                                                               | Carole Bernhard Europe Écologie Les Verts          | 1 121                     | 2,70                      |                          |                          |
|                                                                               | Jacques Cardot Parti communiste français           | 496                       | 1,19                      |                          |                          |
|                                                                               | Patrick Muller Écologiste (Mouvement 100 %)        | 431                       | 1,04                      |                          |                          |
|                                                                               | Édouard Clair Union populaire républicaine         | 356                       | 0,86                      |                          |                          |
|                                                                               | Françoise Petet Lutte ouvrière                     | 255                       | 0,61                      |                          |                          |
| Source : Ministère de l'Intérieur - Cinquième circonscription de la Côte-d'Or |                                                    |                           |                           |                          |                          |